# Epische Vorausdeutung
Als epische Vorausdeutung bezeichnet man Passagen einer fiktionalen Darstellung, in denen Hinweise auf den weiteren Fortgang des Geschehens gegeben werden. Oft wird hierfür auch der englische Begriff Foreshadowing verwendet.
Sie dient einerseits dazu, das Interesse an der weiteren Entwicklung zu wecken, andererseits aber dient sie auch der Geschlossenheit des epischen Werkes, da so die verschiedenen Teile in einen einheitlichen Deutungszusammenhang gestellt werden. 
Solche Vorausdeutungen brauchen allerdings nicht auf den tatsächlichen Schluss hinzuweisen, sondern können die Antizipationen des Lesers auch fehlleiten.
Eine Spezialform der Vorausdeutung ist der Cliffhanger.

## Beispiele
Eine der frühesten und bekanntesten der deutschen Literatur findet sich in der zweiten Strophe des Nibelungenlieds:
Ez wuohs in Buregonden / ein vil edel magedîn,
daz in allen landen / niht schoeners mohte sîn,
Kriemhilt geheizen: / si wart ein schoene wîp.
dar umbe muosen degne / vil verliesen den lîp.
Auf Neuhochdeutsch:
Es wuchs auf in Burgund / ein sehr edles Mädchen,
Dass in allen Ländern / kein schöneres sein konnte,
Kriemhild hieß sie: / Sie wurde eine schöne Frau.
Ihretwegen mussten viele Krieger / das Leben verlieren.
Noch älter, aber weil in wörtlicher Rede vorgetragen kein so eindeutiges Beispiel für Vorausdeutung, ist aus dem älteren Hildebrandslied die Äußerung Hildebrands:
„welaga nu, waltant got [quad Hiltibrant], wewurt skihit.“
Auf Neuhochdeutsch:

„‚Wohlan nun, waltender Gott,‘ [sagte Hildebrand], ‚Unheil geschieht:‘“
Angesichts der fragmentarischen Überlieferung dieses Textes spielt die Vorausdeutung auch eine wichtige Rolle für die Rekonstruktion des vermutlichen Ausgangs des Liedes.

### Beispiele aus neuhochdeutscher Literatur
Unter der Vielzahl späterer Vorausdeutungen spielen die aus Kleists Die Marquise von O… eine ganz besondere Bedeutung für den Aufbau der Erzählung.
Beispiele verschiedenartiger, aber parallel laufender Vorausdeutungen bietet Theodor Fontanes Roman Cécile:
„...aus dem Walde her vernahm man den Specht und dann und wann auch den Kuckuck. Aber nur langsam und spärlich, und als Gordon zu zählen anfing, rief er nur ein einzig Mal noch.“
Cécile zum Prediger: „Ach, mein Freund, suchen wir ihn nicht zu halten, wir halten ihn nicht zu seinem und meinem Glück.“
Die Malerin Rosa: „Gebe Gott, dass es ein gutes Ende nimmt.“